# پم بردی
پم بردی (انگلیسی: Pam Brady؛ زادهٔ ۲۸ ژوئیهٔ ۱۹۶۹) یک فیلم‌نامه‌نویس اهل ایالات متحده آمریکا است.